# لوك هولدن
لوك هولدن (بالإنجليزية: Luke Holden)‏ هو لاعب كرة قدم بريطاني، ولد في 24 نوفمبر 1988 في ليفربول في المملكة المتحدة. لعب مع تشارلتون أثلتيك وذا نيو سينتس ونادي برادفورد بارك أفنيو ونادي ترانمير روفرز لكرة القدم ونادي ريكسهام ونادي ريل ونادي كوناهس كواي.

## وصلات خارجية
- لوك هولدن على موقع قاعدة بيانات كرة القدم.إي يو (الإنجليزية)
- لوك هولدن على موقع Soccerbase.com (لاعب) (الإنجليزية)
- لوك هولدن على موقع Soccerway.com (الإنجليزية)